# Homoerotismo
Homoerotismo refere-se à atração erótica entre indivíduos do mesmo sexo, tanto entre homens como entre mulheres, especialmente quando representada ou manifestada nas artes visuais e na literatura e estudada em campo acadêmico. A terminologia em língua inglesa tem consagrado termos como gay studies, g0y (g-zero-y), lesbian studies e queer theory, que pretendem estudar as correlações entre a homossexualidade e o homoerotismo com produções artísticas da pintura, literatura e afins, estendendo o seu campo de análise a outras formas de expressão artística como a sociologia, a história, a antropologia, a psicologia, a medicina, o direito, a filosofia, etc. Outros termos, como "homocultura" e "homoerotismo", também foram criados e são usados em campos acadêmicos. Pesquisadores também situam o homoerotismo com um comportamento situado entre a homoafetivo e o homossexual e em questão artístico-estética, temos a frase de Thomas Mann no ensaio "Über die Ehe" ("Do Casamento") de 1925, onde ele afirma que o homoerotismo é estético, enquanto a heterossexualidade é prosaica.

## Na Literatura
Na literatura, destaca-se Oscar Wilde, condenado à prisão com trabalhos forçados acusado de sodomia depois de seu relacionamento com o Lord Alfred Douglas (com cerca de 20 anos), e que em seu tribunal disse viver "o amor que não ousa dizer o nome"; perguntado no tribunal que amor era este, respondeu:
"O amor que não ousa dizer seu nome é o grande afeto de um homem mais velho por um jovem como aconteceu entre David e Jônatas, e aquele de que Platão fez a base de toda a sua filosofia, é aquele amor que se encontra nos sonetos de Michelangelo e de Shakespeare. É aquela profunda afeição que é tão pura quanto perfeita. Ele inspira e perpassa grandes obras de arte, como as de Shakespeare e Michelangelo [...] Neste nosso século é mal-compreendido, tão mal-compreendido que é descrito como o amor que não ousa dizer seu nome, e, por causa disso, estou aqui onde estou. Ele é belo, é refinado, é a mais nobre forma de afeto. Nele, nada há de anti-natural. É intelectual e sempre existiu entre um homem mais velho e um rapaz, quando o mais velho tem o intelecto e o mais jovem tem toda a alegria, esperança e charme da vida diante de si. Assim deveria ser, mas o mundo não compreende. O mundo zomba dele e algumas vezes põe por ele alguém no pelourinho."

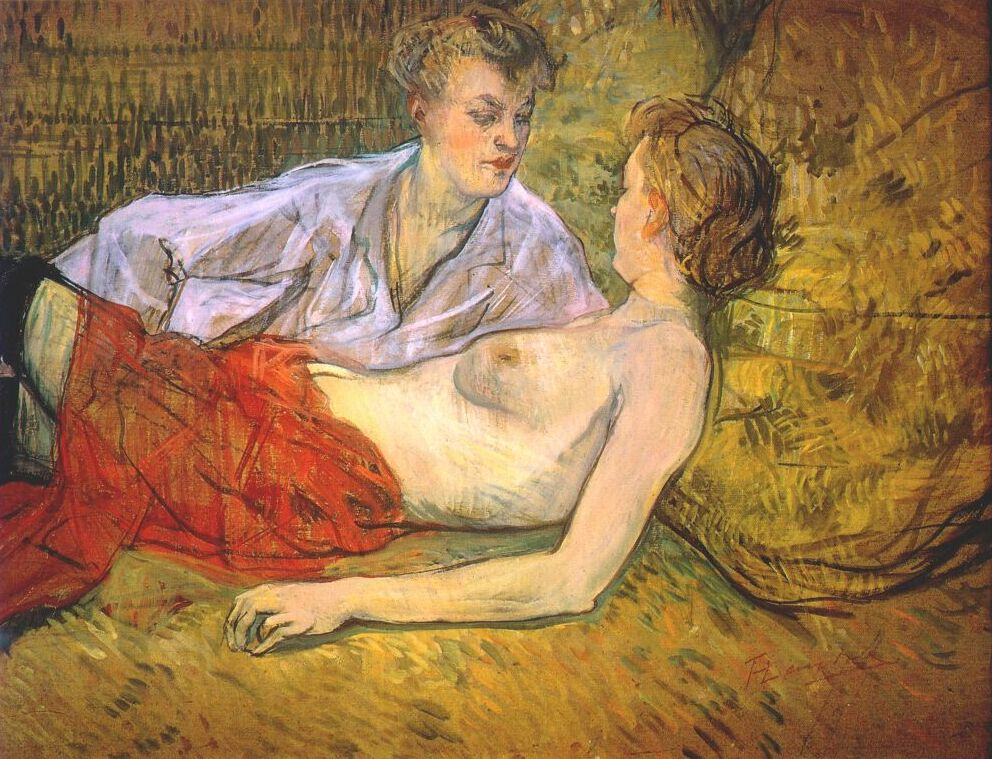
Henri Toulouse-Lautrec (1864-1901): As Duas Amantes, c.1894-5.

Os acadêmicos também têm estudado obras mais antigas; como a dos poetas latinos Catulo, Tibulo, e Propércio, que escreviam versos sobre as experiências pessoais homossexuais que tinham, e as canções da poetiza Safo da Grécia antiga, muitas vezes endereçadas a outras mulheres. Na literatura brasileira, destaca-se a obra Bom Crioulo (1895), de Adolfo Caminha, considerado "primeiro romance homossexual na história da literatura ocidental", como também escritos homoeróticos de Raul Pompéia, Álvares de Azevedo, Olavo Bilac, Mário de Andrade, Carlos Drummond de Andrade, Clarice Lispector, Caio Fernando Abreu, João Silvério Trevisan, Lygia Fagundes Telles, etc. No poema "Rapto", Drummond denomina a homossexualidade "outra forma de amar no acerbo amor". Machado de Assis—mostrando inovação e audácia no cenário literário de seu tempo—escreveu contos como "D. Benedita" de Papéis Avulsos e "Pílades e Orestes", em que existe uma temática lésbica e gay, respectivamente. Além disso, alguns consideram que o Bentinho do romance Dom Casmurro (1899) era apaixonado por seu amigo Escobar, e não (ou também por) Capitu. Na literatura portuguesa, temos os nomes de Mário de Sá Carneiro, Fernando Pessoa, Antônio Botto (que morou e faleceu no Rio de Janeiro) e Al Berto; Pessoa, por exemplo, sob o heterônimo de Álvaro de Campos, escrevia: "Eu, que tenho o piscar de olhos do moço do frete" ("Poema em linha reta"). Em outras literaturas, destacam-se os sonetos de Shakespeare, Walt Whitman, Christopher Marlowe, Virginia Woolf, Arthur Rimbaud, Marcel Proust, André Gide, Michel Foucault, Roland Barthes e outros.

## Na Antiga Grécia
Nas ideias de Platão o Eros era a própria expressão do amor. No entanto Platão separava o Eros do amor carnal (sexual) do Eros do amor que enobrece (um amor erótico, transliterado para os termos contemporâneos). O Eros no contexto homo afetivo da Grécia Antiga, implicava em duas situações distintas - a da pederastia (onde um homem mais velho podia realizar sexo com um homem mais jovem) e da relação sem conteúdo piguita (isto é, sem relação de ativo ou passivo), mas com permissão aos jogos eróticos, no caso das interações homoeróticas platônicas, que podiam incluir desde a masturbação até o coito interfemural, mas nunca a cópula.
"(...) esse eros que é dilacerado em sentidos contrários pelos dois elementos, um que ordena colher a flor de uma juventude e outro que sabiamente a tornou interdita. O primeiro, com efeito, é amoroso do corpo e carnal impele-o a saciar-se, sem nenhum respeito da alma e dos costumes do amado. Só tem desdém o outro pelo desejo do corpo, ele que vê mais do que cobiça e é verdadeiramente a alma que deseja uma outra alma e que pensará que o insulta (ao amado) ao saciar nesse corpo um apetite carnal. O que ele desejaria, o amigo, cheio de religioso respeito pela temperança, pela coragem, pela magnanimidade, pela sabedoria, era viver eternamente casto com também seu casto amigo." Platão Livro VII - « Citado na Obra de Maria Prieto » 
Convém lembrar que nessa ótica a castidade, não possui o significado de abstinência do homoerotismo. Sendo o erotismo apenas visto então como uma gradação especial da sexualidade, como "não se chegar as vias de fato" ou a um ato sexual concreto.

## Nas Artes Visuais
Nas artes visuais, destacam-se desde a arte da Grécia antiga, onde vemos uma preferição pelo corpo masculino nu, os renascentistas Leonardo da Vinci e Michelangelo, e artistas do Maneirismo e Barroco dos séculos XVI e XVII, como Agnolo Bronzino, Carlo Saraceni e Caravaggio, cujas obras foram severamente criticadas pela Igreja Católica, além do século XIX pintores como Thomas Eakins, Eugène Jansson, Henry Scott Tuke, Aubrey Beardsley e Magnus Enckell terem retomado histórias homoeróticas da mitologia grega como a de Narciso, Jacinto, Ganímedes e outros. Na modernidade, artistas como Paul Cadmus e Gilbert & George, além de fotógrafos como Wilhelm von Gloeden, David Hockney, Will McBride, Robert Mapplethorpe, Pierre et Gilles, Bernard Faucon e Anthony Goicolea, também contribuíram muito para a arte homoerótica.[carece de fontes?]

## Na religião
Embora a ideia seja difundida em alguns círculos cristãos de que a orientação não heteronormativa é um "pecado", alguns teólogos, sexólogos, historiadores e cientistas chegaram à conclusão de que o próprio fundador do Cristianismo, Jesus de Nazaré, tinha um padrão de não - heteronormativo. Incluindo o primo de João Batista e alguns apóstolos como João Evangelista, Simão Pedro ou o Apóstolo Paulo. Alguns teólogos e estudiosos afirmam que o personagem bíblico Lázaro também tinha comportamento não heteronormativo e outros personagens como Jacó, David, Jônatas e outros personagens canonizado. pessoas como Francisco de Assis, São Sebastião etc.